# Distrito de Jerusalén
El distrito de Jerusalén (en hebreo, מחוז ירושלים) es un distrito de Israel. Tiene una población estimada, a fines de 2019, de 1 159 900 habitantes.
Su superficie es de 653 km², si se incluye el área disputada de Jerusalén Este, de 70 km².

## Demografía
De acuerdo con la estimación de la Oficina Central de Estadísticas correspondiente a fines de 2019, el 66.33% de los habitantes son judíos y 32.05% son árabes.
Según datos de 2010, una quinta parte (21%) de los árabes en Israel viven en el distrito de Jerusalén, que incluye tanto Jerusalén Oriental como Occidental. La anexión de Jerusalén oriental por parte de Israel no ha sido reconocida por la mayoría de la comunidad internacional.
La mayoría de los árabes del distrito de Jerusalén son palestinos con derecho a la ciudadanía en virtud de la legislación israelí, pero no son ciudadanos por elección colectiva.[cita requerida] Una minoría son árabes israelíes que viven en Abu Ghosh, Beit Safafa y Jerusalén oriental, donde se han asentado profesionales árabes israelíes desde fines del decenio de 1970, principalmente para prestar servicios jurídicos y de otro tipo a la población local.[cita requerida]
La población no judía está compuesta por un 28.3% de musulmanes, un 1.8% de cristianos y un 1.4% no esta clasificados por su religión.[cita requerida]

## Subregiones administrativas
| Ciudades                                      | Consejos Locales                                                                   | Consejos Regionales                     |
| --------------------------------------------- | ---------------------------------------------------------------------------------- | --------------------------------------- |
| - Jerusalén (ירושלים) - Bet Shemesh (בית שמש) | - Abu Ghosh (אבו גוש) - Mevaseret Zion (מבשרת ציון) - Kiryat Ye'arim (קריית יערים) | - Mateh Yehuda (מועצה אזורית מטה יהודה) |